# Соукупова, Вера
Вера Соукупова (чеш. Věra Soukupová; род. 12 апреля 1932, Прага, Чехословакия, ныне Чехия) — чешская певица (меццо-сопрано).

## Биография
В 1955 году окончила Высшую педагогическую художественную школу. Среди её педагогов были Луиза Кадержабка и А. Мустанова-Линкова. Выступала в 1958 году в Тулузе и в 1960 году — на фестивале Пражская весна. В 1957–1960 годах — выступала в Пльзене. С 1963 года — солистка Чешского филармонического оркестра. В 1980–1992 годах выступала в Народном оперном театре в Праге. Приобрела известность как исполница национальных чешских опер: Б. Сметаны, А. Дворжака и других. Гастролировала во многих странах, в том числе в СССР (с 1961 года)

## Партии
- «Кармен» Жорж Бизе — Кармен
- «Тайна» Бедржих Сметана — Блаженка
- «Поцелуй» Бедржих Сметана — Вендулька
- «Либуше» Бедржих Сметана — Либуше
- «Чёрт и Кача» Дворжак, АнтонинАнтонин Дворжак — Кача
- «Дон Карлос» Джузеппе Верди — принцесса Эболи
- «Риголетто» Джузеппе Верди — Джованна

## Награды
- 1960 — 1-я премия Международного конкурса вокалистов в Праге
- 1963 — 1-я премия Международного конкурса вокалистов в Рио-де-Жанейро
- 1965 — Государственная премия ЧССР
- 1985 — Народная артистка ЧССР